# Gustav Zick

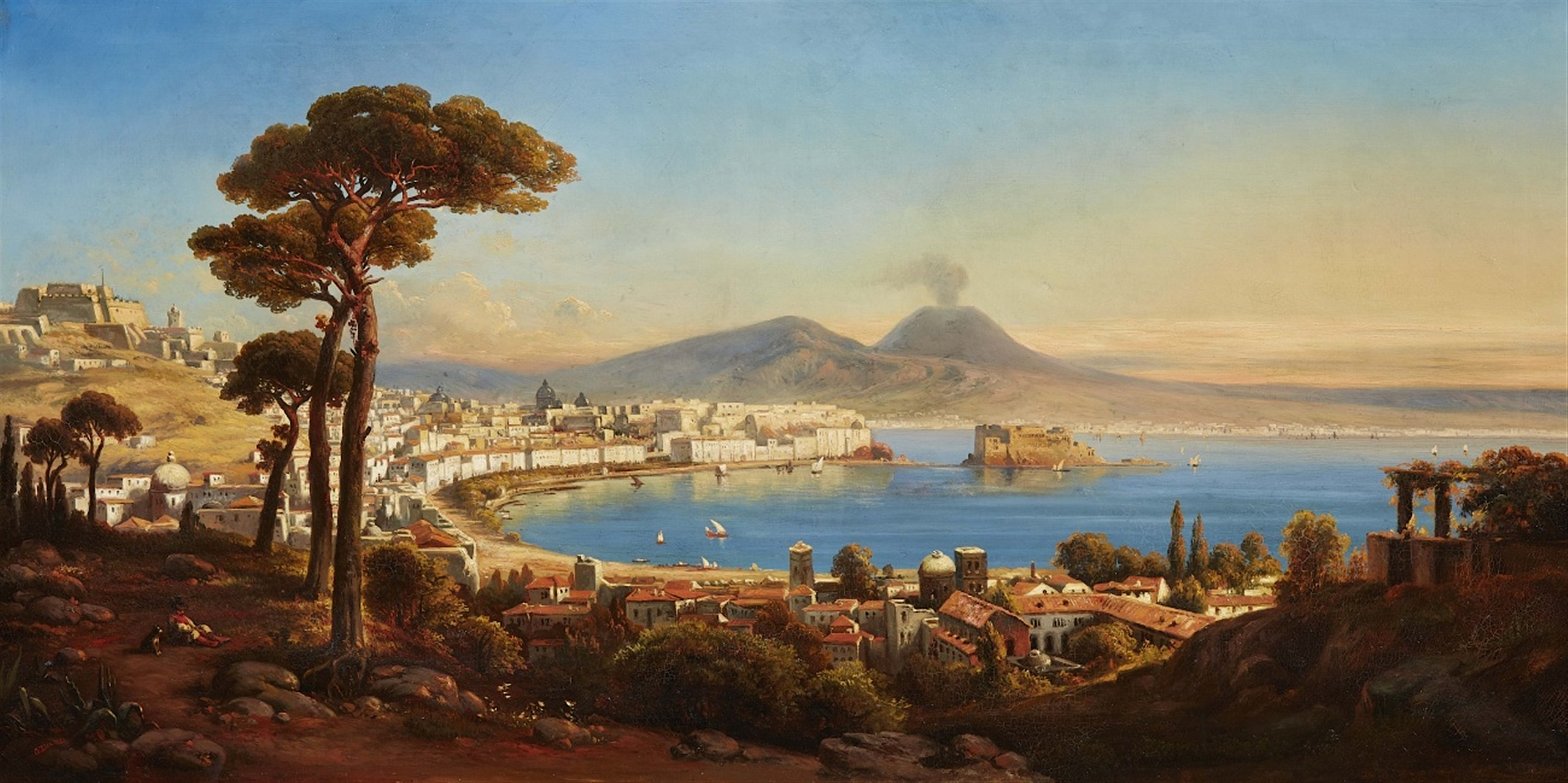
Der Golf von Neapel

Peter Gustav Zick (* 12. Mai 1809 in Koblenz; † 30. März 1886 ebenda) war ein deutscher Maler.

## Leben
Zick war ein Enkel des Freskomalers Januarius Zick und ein Sohn des Bildnis- und Landschaftsmalers Konrad Zick, bei dem er auch die Grundlagen der Malerei erlernte. Im Studienjahr 1829/30 trat er deshalb bereits in die „obere Klasse der ausübenden Künstler“ an der Düsseldorfer Kunstakademie ein und studierte zunächst Tiermalerei. 1832/33 war er Schüler der 1. Klasse von Wilhelm Schadow, 1836 bis 1839 studierte er an der Kunstakademie in Berlin, wo er bereits seit 1830 die „Akademische Kunstausstellung“ mit seinen Arbeiten beschickte. 1840 ließ er sich in Koblenz nieder und war dort als Zeichenlehrer, Kopist und Restaurator tätig. 1845 restaurierte er die Deckenfresken der Koblenzer Schlosskapelle, die im Zweiten Weltkrieg zerstört wurden Mit Johann Baptist Bachta inventarisierte er 1851/52 die Städtisch-Langsche Gemäldesammlung. Neben Tierdarstellungen schuf Zick auch Bildnisse und Landschaften. Sein Bildnis von Hugo Zieger von 1886 verwahrt das Mittelrhein-Museum in Koblenz.
Gustav Zick war der Vater des Malers Alexander Zick. Gemeinsam mit ihm schuf Gustav Zick das in Ölfarben auf gehärteten Putz gemalte Bild „Der Sturm auf dem Meere“ im Chorraum von St. Nikolaus in Koblenz-Arenberg.

## Werke (Auswahl)
- Bildnis Auguste Hahn, 1829: Koblenz, Mittelrhein-Museum
- Selbstbildnis mit 20 Jahren, 1829; Öl/Lwd., 47,3 × 39,2 cm: Koblenz, Mittelrhein-Museum
- Blick über das Rheintal, 1837 (Kunsthandel)
- Hirsch auf der Lichtung, 1840 (Kunsthandel)
- Doppelbildnis Anton Jordan und Luise, geb. Deinhard, 1843; Öl/Lwd., 28,5 × 20 cm (Leihgabe aus Privatbesitz im Mutter-Beethoven-Haus)
- Maria Laach bei Tage / Maria Laach bei Vollmond, 1844 (Kunsthandel)
- Stillleben mit Hund, 1852: Koblenz, Mittelrhein-Museum
- Bildnis des Staatsprokurators Andreas Anschütz, 1854: Koblenz, Mittelrhein-Museum
- Der Golf von Neapel, 1854 (Kunsthandel)
- Rotwild am Waldrand, 1860 (Kunsthandel)
- Rehe auf einer Waldwiese, 1863: Koblenz, Mittelrhein-Museum
- Blick über den Rhein auf Koblenz, 1867; Öl/Lwd., 83 × 135,5 cm (Kunsthandel)
- Ansicht der Burg Pyrmont: Trier, Städtisches Museum Simeonstift